# Muzaffar Husayn
Muzaffar Husayn fou un sultà timúrida d'Herat que va governar de 1506 al 1507. Era el fill de Hussayn Bayqara i germà de Abu l-Ala Faridun ibn Hussayn Bayqara. Badi al-Zaman, el seu germà gran, s'havia revoltat almenys dues vegades contra el pare, però quan aquest va morir es va proclamar successor; Muzaffar Husayn tenia alguns suports entre la noblesa i els emirs i no el va reconèixer i es va proclamar sultà. L'amenaça dels uzbeks era imminent i Baber de Kabul va arribar a Herat per ajudar, però els dos germans no van aturar la lluita i Baber es va retirar. Poc mesos després els uzbeks dirigits per Muhàmmad Xaibani es van apoderar d'Herat; els dos germans van fugir i Muzaffar va morir poc després (vers 1508).